# Варгановська сільська рада
Варга́новська сільська рада (рос. Варгановский сельский совет) — сільське поселення у складі Щучанського району Курганської області Росії.
Адміністративний центр — село Варгановське.
Населення сільського поселення становить 238 осіб (2017; 308 у 2010, 426 у 2002).

## Склад
До складу сільського поселення входять:
| Населений пункт         | Населення, осіб (2002) | Населення, осіб (2010) |
| ----------------------- | ---------------------- | ---------------------- |
| Варгановське, село      | 305                    | 233                    |
| Новокалмаково, присілок | 121                    | 75                     |